# Фридрих Антон (князь Шварцбург-Рудольштадта)
Фридрих Антон Шварцбург-Рудольштадтский (нем. Friedrich Anton von Schwarzburg-Rudolstadt; 14 августа 1692, Рудольштадт — 1 сентября 1744, Рудольштадт) — правящий князь Шварцбург-Рудольштадта в 1718—1744 годах, член Шварцбургского дома.

## Биография
Фридрих Антон — старший сын князя Людвига Фридриха I и его супруги Анны Софии Саксен-Гота-Альтенбургской. У него было девять сестёр и три брата, но после введения примогенитуры в шварцбургских княжествах Фридрих Антон стал единоличным правителем Рудольштадта в 1718 году. Воспитанием наследного принца занимался преимущественно дед, граф Альберт Антон Шварцбург-Рудольштадтский. Принц получил солидное образование в нескольких науках и особенно увлекался поэзией.
Фридрих Антон мало занимался государственными делами. Вся ответственность за положение в княжестве лежала на канцлере Георге Ульрихе фон Бойльвице. Супруга Фридриха Антона умерла в 1727 году. Его брат принц Вильгельм Людвиг погряз в долгах. Дворцы Шварцбург и Хайдексбург пострадали от пожаров, нанеся серьёзный хозяйственный ущерб.

## Семья
8 февраля 1720 года в Заальфельде князь Фридрих Антон женился на принцессе Софии Вильгельмине, дочери герцога Иоганна Эрнста Саксен-Кобург-Заальфельдского. В этом браке родились:
- Иоганн Фридрих (1721—1767), князь Шварцбург-Рудольштадта, женат на принцессе Бернардине Кристиане Софии Саксен-Веймар-Эйзенахской (1724—1757)
- София Вильгельмина (1723)
- София Альбертина (1724—1799), замужем не была, детей нет

6 января 1729 года Фридрих Антон вступил во второй брак с принцессой Кристина Софией Ост-Фрисландской (1688—1750), дочерью князя Кристиана Эберхарда Ост-Фрисландского. В этом браке детей не было.